# The Adventure
The Adventure è il primo singolo realizzato dal gruppo statunitense Angels & Airwaves, il primo estratto dal primo album in studio We Don't Need to Whisper e pubblicato il 18 maggio 2006.
Il singolo debuttò nella Official Singles Chart alla ventesima posizione. Nella versione dal vivo del loro primo tour, il frontman Tom DeLonge usò per l'introduzione Down e I Miss You dei Blink-182, gruppo nel quale militò fino al 2015. The Adventure fu inserita nel karaoke Lips. Una versione acustica della canzone fu inserita come lato B nel singolo di "Everything's Magic".

## Short film
Il short film della canzone fu pubblicato su Internet il 20 febbraio 2006. Fu registrato in bianco e nero 8 millimetri, di genere fantascienza. Il short film successivo fu It Hurts. Fu pubblicato il 18 aprile e continua la storia iniziata con "The Adventure".

## Video musicale
Il videoclip della canzone fu diretto da The Malloys, che diresse anche alcuni video dei Blink-182, e fu registrato nel marzo 2006. Il video fu pubblicato il 5 aprile. Comincia con la band che abborda da un'astronave per cercare gli strumenti musicali ed iniziare a suonare. Successivamente Tom si sposta in un campo dove cammina per un lungo periodo.
Il video fu nominato agli MTV Video Music Awards 2006 per Best Effects, Best Editing e Best New Artist. Raggiunse la #1 su MuchTopTen e vinse "Top Ten Out of This World Videos" il 14 dicembre 2006.

## Tracce
1. The Adventure - 5:03 (Album version)
2. The Adventure - 4:40 (Radio Edit)

## Apparizioni nei media

### Serie TV
- Studio 60 on the Sunset Strip (NBC)
- Smallville (The WB)
- One Tree Hill (The WB)
- Heroes (NBC)
- Gossip Girl
- The Hills
- Dancing With the Stars

### Reality
- On the Lot (Fox)
- Victoria Beckham: Coming to America (NBC)
- Beauty and the Geek (The CW)
- Celebrity Circus (NBC)

### TV
- Bowl Championship Series (FOX)
- Holiday (BBC One)
- X-Play (G4)
- Two-a-Days
- SKY Sport

### Film
- Il bacio che aspettavo

### Pubblicità
- Fox Business Network
- Microsoft Windows Vista (2007 Consumer Electronics Show)
- Ford 'Quality'